# ندررلم استودیوز
ندررلم استودیوز (به انگلیسی: NetherRealm Studios) یک شرکت توسعه‌دهنده بازی‌های ویدئویی آمریکایی واقع در شیکاگو، ایلینوی است. این شرکت در سال ۲۰۱۰ تأسیس شد و به عنوان جایگزین شرکت وارنر برادرز. اینتراکتیو انترتینمنت شیکاگو و میدوی گیمز به‌شمار می‌رود. این استودیو توسط اد بون، پیش‌کسوت صنعت بازی‌های ویدئویی و یکی از دو سازنده مجموعه بازی‌های مبارزه‌ای مورتال کامبت رهبری می‌شود، و مسئول توسعه دو بازی مبارزه‌ای شامل مورتال کامبت و بی‌عدالتی را بر عهده دارد.

## تاریخچه
پیش از اینکه این استودیو با نام ندررلم استودیوز شناخته شود، با نام میدوی شیکاگو شناخته می‌شد، استودیویی که در ابتدا تمام بازی‌های آرکید را توسعه می‌داد و بعدها تمام تمرکز خود را بر روی بازی‌های کنسول‌های خانگی و قابل حمل قرار داد. در ۱۲ فوریه ۲۰۰۹ پس از ورشکستگی شرکت میدوی، در ۱ ژوئیه ۲۰۰۹، امتیاز بیشتر بازی‌ها و استودیوی میدوی به وارنر برادرز فروخته شد. پس از گذشت مدت کوتاهی نام استودیو به وارنر برادرز گیمز شیکاگو تغییر کرد. در ژوئن ۲۰۱۰ این بخش نیز نام ندررلم استودیوز را از روی سرزمین ندررلم در دنیای مجموعه مورتال کامبت برگزیدند و طرح لوگوی استودیو نیز برگرفته از اسکورپیون، شخصیت محبوب این مجموعه است. اولین عنوان این استودیو، بازی «مورتال کامبت» در سال ۲۰۱۱ بود که با هدف راه‌اندازی مجدد این سری منتشر شد.

## لیست بازی‌های ساخته شده
| سال  | عنوان                    | سکو(ها) | سکو(ها) | سکو(ها)   | سکو(ها) | سکو(ها) | سکو(ها) | سکو(ها) | سکو(ها) | سکو(ها) | سکو(ها) | سکو(ها)        | سکو(ها) |
| سال  | عنوان                    | پی‌اس۳   | پی‌اس۴   | پی‌اس ویتا | وی یو   | ویندوز  | اکس۳۶۰  | اکس‌وان  | اندروید | آی‌اواس  | پی‌اس۵   | اکس سری اکس/اس | سوئیچ   |
| ---- | ------------------------ | ------- | ------- | --------- | ------- | ------- | ------- | ------- | ------- | ------- | ------- | -------------- | ------- |
| ۲۰۱۱ | مورتال کامبت             | آری     | نه      | آری       | نه      | آری     | آری     | نه      | نه      | نه      | نه      | نه             | نه      |
| ۲۰۱۳ | بی‌عدالتی: خدایان میان ما | آری     | آری     | آری       | آری     | آری     | آری     | نه      | آری     | آری     | نه      | نه             | نه      |
| ۲۰۱۵ | مورتال کامبت اکس         | نه      | آری     | نه        | نه      | آری     | نه      | آری     | آری     | آری     | نه      | نه             | نه      |
| ۲۰۱۷ | بی‌عدالتی ۲               | نه      | آری     | نه        | نه      | آری     | نه      | آری     | آری     | آری     | نه      | نه             | نه      |
| ۲۰۱۹ | مورتال کامبت ۱۱          | نه      | آری     | نه        | نه      | آری     | نه      | آری     | نه      | نه      | آری     | آری            | آری     |
| ۲۰۲۳ | مورتال کامبت ۱           | نه      | نه      | نه        | نه      | آری     | نه      | نه      | نه      | نه      | آری     | آری            | آری     |